# Maccabi Petah Tikva FC
Maccabi Petach Tikva F.C. (hebrejsky מכבי פתח תקווה, plným jménem Maccabi Avshalom Ironi Petah Tikva F.C., מועדון ספורט מכבי אבשלום עירוני פתח תקווה ) je izraelský fotbalový klub z města Petach Tikva. Klub je součástí světové unie sportovních klubů Maccabi. Koncem sezóny 2018/2019 se z nejvyšší izraelské fotbalové souzěže Ligat ha'Al propadl do druhé ligy (Liga Leumit). Od července 2017 zde dva roky působil i český reprezentant Tomáš Sivok.

## Historie
Klub založila v roce 1912 skupina židovských studentů z města Petach Tikva, kteří studovali v hlavním městě osmanské říše Konstantinopolu či Cařihradu (mnozí z nich pak za 1. světové války sloužili v osmanské armádě). Maccabi Petah Tikva je tak po Maccabi Tel Aviv, založeném v roce 1906, druhým nejstarším izraelským fotbalovým klubem.
V roce 1921 po smrti jednoho ze zakladatelů Avšaloma Gisina během vzpour v Jaffě adoptoval klub do svého názvu jeho jméno, čímž vznikl název (v českém přepisu) Makabi Avšalom Petach Tikva.
Roku 1927 se klub přestěhoval na stadion Maccabi Petah Tikva Ground, kde byl „doma“ až do 70. let.
V roce 1935 vyhrál klub svůj první pohár, když ve finále Palestinského poháru porazil Hakoah Tel Aviv 1:0.
V roce 1939 se fotbalisté opět dostali do finále poháru, ale podlehli Hapoelu Tel Aviv 2:1.
V následujícím roce vyhráli turnaj deníku Ha'arec.
Roku 1949, po vzniku státu Izrael, byl klub zařazen do nově vytvořené Izraelské ligy, kterou v její jediné sezóně 1949–1950 vyhrál. Po fotbalové přestávce v ročníku 1950–1951, kdy se Izraelská liga přerodila v Ligu Alef, skončil jeho tým v sezóně 1951–1952 druhý za fotbalisty Maccabi Tel Aviv. V této sezóně vyhrál tým Maccabi Petah Tikva Pohár státu Izrael, v jehož finále porazil fotbalisty Maccabi Tel Aviv 1:0.
Liga Alef měla v ročníku 1952–1953 další přestávku a v následující sezóně 1953–1954 byl tým z Petach Tikvy opět druhý. Útočník Eliezer Spiegel se umístil na prvním místě v počtu vstřelených branek se 16 góly z 22 zápasů.
Po několika sezónách, které tým zakončil uprostřed tabulky, skončil v ročníku 1962–1963 na spodku tabulky druhé ligy (Liga Leumit), neboť mu byly, vzhledem k podezření z podplácení v zápase s Maccabi Jaffa, odebrány 3 body. Klub pak měl být přeřazen do třetí izraelské ligy (Liga Alef). Nicméně vzhledem k tom, že Izraelská fotbalová asociace rozhodla 2. ligu rozšířit z 12 na 15 týmů, fotbalisté Petach Tikvy nesestoupili. Toho se dočkali až na konci sezóny 1965–1966, poté co skončili předposlední.
Po dvou sezónách v Lize Alef se klub v roce 1969 vrátil do Ligy Leumit. Na konci ročníku 1970–1971 však opět skončil na předposledním místě a sestoupil do 3. ligy. Hned následující sezónu však tuto ligu vyhrál a vrátil se do Ligy Leumit.
Přestože tým skončil v ročníku 1974–1975 na konci tabulky, opět nesestoupil do nižší soutěže, protože Liga Leumit byla znovu rozšířena. V následující sezóně však sestoupil a opět se v dalším ročníku vrátil coby vítěz 3. ligy. Po několika sezónách zakončených ve středu tabulky skončili fotbalisté Petach Tikvy v ročníku 1987–1988 opět na chvostu.
V sezóně 1990–1991 vyhrál klub druholigový turnaj Toto Cup a postoupil do nejvyšší soutěže, kde hraje dodnes. Prvoligový turnaj Toto Cup (tento turnaj se hraje v 1. i 2. izraelské lize) vyhráli fotbalisté z Petach Tikvy poprvé v roce 1995 a svůj triumf zopakovali ještě v letech 2000, 2004 a 2016.
V roce 2001 se tým dostal po dlouhých 49 letech do finále Izraelského poháru, kde prohrál s týmem Maccabi Tel Aviv 3:0.

## Stadion
Od roku 1927 do druhé poloviny let 70. hráli fotbalisté Maccabi Petah Tikva FC na stadionu nesoucím jméno klubu. Poté se přestěhovali na městský stadion (Petah Tikva Municipal Stadium) s kapacitou 6768 diváků dokončený v roce 1965, který sdíleli se svými městskými rivaly Hapoel Petah Tikva FC. Koncem roku 2011 se klub přestěhoval na nově dokončený Stadion ha-Mošava, který pojme až 12 000 diváků.